# Cristina Lafont
Cristina Lafont (Valencia, 1963) es una filósofa, catedrática de Filosofía de la Northwestern University (Chicago). Se doctoró en filosofía por la Universidad de Frankfurt (1992), donde se especializó en Filosofía alemana, particularmente hermenéutica y teoría crítica. Discípula e intérprete de Jürgen Habermas, ha publicado ampliamente acerca de diferentes cuestiones de filosofía política. Últimamente, su trabajo de investigación se centra en la defensa de un modelo ideal de democracia deliberativa que podría ser implementada más allá de las fronteras nacionales. Estas ideas están recogidas en su obra Democracia sin atajos. Una concepción participativa de la democracia deliberativa (Trotta, 2021). Es autora también de La Razón como Lenguaje (Antonio Machado Libros, 1993), Lenguaje y apertura del mundo.El giro lingüístico de la hermenéutica de Heidegger (Alianza Editorial, 1997), The Linguistic Turn in Hermeneutic Philosophy (MIT Press, 1999), Heidegger, Language, and World-disclosure (Cambridge University Press, 2000) y coeditora del Habermas Handbuch (Metzler Verlag, 2010).